# Геосмин
Геосмин (geosmin, транс-1,10-диметил-транс-9-декалол по номенклатуре ИЮПАК; (4S,4aS,8aR)-4,8a-диметил-1,2,3,4,5,6,7,8-октагидронафталин-4a-ол) — органическое вещество, обусловливающее запах земли. Продуцируется различными классами микроорганизмов, в том числе цианобактериями, актиномицетами. Относится к сильным одорантам и, как следствие, является одним из веществ, сильно влияющих на органолептические свойства питьевой воды.
Человеческое обоняние крайне чувствительно к геосмину. Люди способны ощущать этот запах при титре в пять молекул на триллион. Геосмин был открыт при изучении причин аромата леса после дождя. Интенсивность запаха геосмина не зависит от его концентрации. Неприятный специфический запах озёрной мути у некоторых видов карповых и сомовых рыб также обусловлен наличием геосмина в комбинации с 2-метилизоборнеолом, которые накапливаются в жировой и мускульной ткани. Для уменьшения запаха от мяса рыбы, на рыбных фермах используют озонирование совместно с УФ излучением, а также внедряют Bacillus subtilis для биоразложения геосмина.
В кислой среде геосмин распадается, что объясняет широкое использование уксуса и лимона при кулинарной обработке пресноводной рыбы.